# 持田栞里
持田 栞里（もちだ しおり、1997年3月2日 - ）は、日本のAV女優。LIGHT所属。

## 略歴・人物
東京都出身。
趣味・特技は買い物、読書、マッサージ
中学校時代3年間合唱コンクールで指揮者を務める。
2018年3月にAVデビュー。
2020年9月7日、自身のTwitterにて引退を発表。

## 出演作品

### アダルトDVD
2018年
- 新人 持田栞里 愛くるしいロリ顔Gカップ 18才 〜高校時代、東北某有名校駅伝ランナーとして全国大会出場〜（3月25日、FIRST STAR）
- 弊社にこっそり応募してきてくれた巷で噂の可愛すぎる女流棋士は18才隠れ巨乳Gカップの妄想めがねムッツリちゃんでした。（4月1日、キチックス）※「町田さや」名義
- 顔出し!女子大生限定 ザ・マジックミラー 徹底検証! 友達同士の男女が2人っきりの顔出し!女子大生限定に挑戦! 舌を激しく絡めあうベロキス接吻で理性がトロけたリア友の素人大学生は友情よりも性欲を選び濃厚ベロチューSEXしてしまうのか!? in池袋（4月7日、ディープス）他出演:七瀬あいり、神谷充希 ほか
- 嫁の連れ子がGcup（4月13日、宇宙企画）
- ￥交☆軽ワゴン 年中無休24時姦営業中! 「今日も元気に可愛いロリィちゃんを乗せてお客様の待つ場所まで行きます♪」（4月27日、FIRST STAR）他出演:神楽唯、川相美月、椎葉みくる、中島リサ、溝呂木ゆず希、優月まりな
- ☆超絶ロリー!!! 【個撮×中出し】 S級☆ロリかわ娘 しおたん(仮)（5月12日、MERCURY）※「しおたん」名義
- 【個人撮影】 パイパンあいちゃん&イカされ大好きしおりちゃん♥（5月12日、MERCURY）他出演:安田亜衣
- 全て新作撮り下ろし! パンツ内大量射精痴漢 4 色んな所で色んな女の子にパンツ内大量射精してきました!!（5月19日、アパッチ）他出演:北川ゆず、碧しの、早川瑞希、橋下まこ、春日部このは、天海こころ、浜崎真緒、成海さやか、さくらはる、今井まい
- 利尿剤入りのお茶を飲まされた女性客が催す尿意に耐えられず着衣お漏らし!! 強制失禁マッサージ（5月25日、MAGIC）他出演:優月まりな ほか
- プロジェクトSEX ド田舎山奥にある巨乳4姉妹温泉旅館 〜廃業寸前からの色仕掛け大逆転劇〜（5月27日、FIRST STAR）共演:風間リナ、優希絵理奈、南波ありさ
- 一般黒人男性×素人女子大生 巨乳女子大生が日本を訪れたデカチン黒人観光客と初めてのぬるぬるソープ体験! 2 大きなおっぱいでの密着ソーププレイにたまらずメガ勃起した黒デカち○ぽに触れ恥じらいながらも濡れてしまった色白JDオマ○コ!彼氏の短小ち○ぽよりもはるかに大きいデカチンをねじ込まれ子宮の奥まで届く未体験のガン突きセックスに激イキ 合計53回!!（6月19日、ディープス）※「りほ」名義　他出演:ゆうか、あゆみ、ちひろ
- 的外れのマッサージで幼馴染の感じるツボを超刺激したら爆イキ痙攣! 勉強も運動も何の取り柄もないボクは只今浪人中!幼馴染が一応ボクを心配して様子を見に来てくれました。しかし、しばらく見ない間に巨乳化している幼馴染の胸にボクは釘づけ!彼女は｢最近すごく肩が凝るんだよね｣とマッサージをボクにお願い。とりあえず適当に肩を揉んだだけなのに｢上手いじゃん!マッサージ師になりなよ!私が練習台になってあげる!｣とベタ褒め!それからというもの毎日家に来て練習台になるんです。しかしボクも所詮素人なんで押さないでいいツボまで押してしまい、触らないでいい所まで触って、幼馴染はパンツが濡れるほど感じてしまい最後はもっと触ってと完全にエロスイッチON!びしょ濡れ爆イキ痙攣しまくり!発射しても抜く事を許して貰えず、挿入中も精子だだ漏れ強制3回連続中出し!（6月19日、Hunter）他出演:星空もあ、梨杏なつ、香坂紗梨、青木亜樹
- 初彼を初めて裏切る6年目（6月27日、MERCURY）※「サナエ」名義
- 巨乳兄嫁の無防備な胸チラに我慢できず即ハメ!戸惑いつつも義弟のデカチン棒が気持ちよすぎて「今日だけ特別よ♥」と笑顔で貪りご奉仕SEX!（7月6日、DOC）他出演:玉木くるみ、逢沢まりあ、宮澤アオ
- 一般男女モニタリングAV “時限式絶対に破けるコンドーム”を渡して同じ学校に通う男女の友達同士へ強制中出しドッキリ企画! 同級生男女がラブホテルで抜かずの連続射精ミッションに挑戦! ゴム内にパンパンに溜まっていた精子が突然コンドームが破れて想定外の膣内大量射精 2（7月7日、ディープス）※「さよ」名義　他出演:みゆ、みさき、ちとせ
- 悪徳エロ医師盗撮 37 ●●産婦人科セクハラ診察（7月13日、カルマ）他出演:青木亜樹、矢吹静菜、平岡花菜、双葉かえで、桐生恵、海空花、荻野つきひ、新村あかり ほか
- VRに夢中になっている制服美少女たちの胸チラパンチラ盗撮動画（7月13日、カルマ）他出演:川口葉純、星宮あかり、前園ゆり、真田美樹、沖田里緒、咲原静香、成海夏季、星空もあ、桐山結羽、堀越なぎさ、月野ゆりあ ほか
- 某温泉ホテル宿泊客を睡眠薬で眠らせ撮った 人妻たちの寝取られイタズラ映像 40人5時間30分収録（7月13日、カルマ）他出演:星宮あかり、さくらはる、夜空まひろ、咲原静香、堂島れい、海空花、今井まい、沖田里緒、音葉和音 ほか
- 完全顔出しガチナンパ! 地方から上京してきた10代美少女にとっても恥ずかしい素股体験してもらいました! 甘酸っぱいお汁溢れるおま●こにそのままヌルっと挿入! イってもイってもやめないエンドレス追撃ピストンでピチピチワレメが真っ赤に腫れあがるまで連続生中出し!（7月27日、S級素人）他出演:星乃栞、高野しずか、七瀬あいり
- 12歳年の離れた巨乳の妹と中出し不倫旅行 悪戯好き小悪魔系妹しーちゃん（8月1日、キチックス）※「しーちゃん」名義
- 全て新作撮り下ろし！12痴漢連盟 6（8月7日、アパッチ）他出演:澁谷果歩、三原ほのか、神宮寺ナオ、花咲いあん、成宮はるあ、玉木くるみ、斉藤みゆ、NIMO、月嶋あかり、春原未来、関根奈美
- 日焼けあとを軽減します。 思春期のうぶで感じやすい女の子を狙う強制痙攣“ワレメ発芽”エステ（8月9日、ひよこ）共演:上川星空、愛瀬美希
- 美聖女戦士セーラーメディカル 絶望のオーラ（8月10日、GIGA）共演:桐山結羽
- ゲスの極み映像 46人目（8月10日、フルセイル）
- 実録・近親相姦［27］ 地下アイドルの妹に劣情を抱いた兄の計画的犯行編（8月10日、ゴーゴーズ）
- 嬲り撮り3Pセックス!ひとり旅のビッチ女子を狙え! 温泉宿で声をかけた美巨乳女子大生は、好きなだけヤラせてくれる天然淫乱娘だった!（8月13日、オーロラプロジェクト・アネックス）
- 関東圏有名海水浴場 海の家 更衣室 水着 着替え コインシャワー盗撮動画（8月13日、カルマ）他出演:矢吹静菜 ほか
- 会社訪問にやってきた リクスー就活女子を昏睡レイプしたデカチン人事担当者の記録動画（8月13日、カルマ）他出演:矢吹静菜、平岡花菜、青木亜樹、阿部栞菜、一ノ瀬恋、沖田里緒、荻野つきひ、さくらはる ほか
- 女子大生オンリー 都内某所 民泊女家主が盗撮 女子大生 お風呂上がり 無防備フルヌード隠撮 40人5時間（8月13日、カルマ）他出演:沖田里緒、二葉あかり、堂島れい ほか
- 魅惑のBODYラインがくっきり! 胸・尻・股間にまとわりつくマキシワンピ姿の美女に興奮してしまい…（8月17日、DOC）他出演:市橋えりな、星川凛々花、橋本れいか
- HHHコラボ企画 Hunter×Apache 転入して新しく通うことになった学校は女子だらけで男はボク1人! 「親友だから先に彼氏を作るとか抜け駆けはなしね」そう誓ったはずなのに、女子だらけのクラスに突然、男子の転入生が来て状況は一変。みんな実は男に超飢えていて欲求不満!「いち早く彼氏が欲しい!」とこっそり裏切りの連続でボクに迫る女子たち。 女の上辺だけの友情に縛られた禁欲生活から解放された女子は性欲全開でみんな尋常じゃなく感じまくり!淫乱クラスメイトに連日チ○ポを求められる日々!そんな性に目覚めた女子たちが今度は…「中出しされて妊娠したくないなら友達をここに呼び出してよ!」絶倫少年友達連鎖中出し輪姦の被害者に! 2枚組360分!（8月19日、Hunter）他出演:森はるら、深田結梨、生田みく、君色華奈、今井まい、向井藍、藤波さとり、海空花
- 大情熱SEX番外編 ポルチオ志願の女（8月24日、クリスタル映像）
- 向かいの部屋の巨乳美女をこっそり覗いていると視線に気付かれ逆に自慢のデカパイを見せつけるかのように僕を誘惑し始め… 2（8月24日、DOC）他出演:美保結衣、心音にこ、瀬戸すみれ
- ニーハイ天国!見舞いに来た同級生5人のたなぼたパンチラ（9月6日、アイエナジー）共演:なつめ愛莉、宮村ななこ、藤川菜緒、明海こう
- 揉みしだきたい巨乳ニットの女たち（9月6日、アキノリ）他出演:篠田ゆう、瀬戸すみれ
- 死んでも見たくなかった! 結婚間近な彼女のバイト仲間とのBBQ映像 全員巨乳ver（9月7日、お夜食カンパニー）共演:霧島さくら、河音くるみ
- 美術講師撮影 制服美少女を眠らせて悪戯する動画（9月13日、カルマ）他出演:一ノ瀬恋、矢吹静菜、沖田里緒、星宮あかり、平岡花菜、双葉かえで、白鳥すず、海空花、さくらはる ほか
- と〜ってもHなお姉さんOLのお色気ムンムン た〜っぷり抜ける! 誘惑妄想パンチラコレクション（9月13日、カルマ）他出演:川瀬なな、大森美玲、川瀬なな、真田美樹 ほか
- 衝撃流出! 都内某有名大学病院内撮影 病室で犯される美人入院患者集団夜這いレイプ動画（9月13日、カルマ）他出演:矢吹静菜、荻野つきひ、新村あかり、平岡花菜 ほか
- 某民泊宿で寝入ったスキに勝手に盗撮 女子大生たちの民泊イタズラビデオ 40人5時間30分収録（9月13日、カルマ）他出演:堂島れい、道重咲、夏希のあ、桃生しお梨、さくらはる、二葉あかり、川口葉純 ほか
- 街角シロウトナンパ! vol.25 お金の為だと割り切って友達同士でSEXしてください!（9月14日、プレステージ）※「なつこ」名義　他出演:こはる、のぞみ、みずき、さとみ
- 女監督ハルナの素人レズナンパ 123 碧しのちゃんが女友達同士を何度イっても止めないレズ鬼イカせ!（9月15日、ピーターズ）他出演:碧しの、河原かえで ほか
- 健康診断にやってきた生理前の巨乳女子●生にイタズラしまくって中出ししちゃいました。（9月19日、アパッチ）他出演:涼海みさ、新垣智江、星咲伶美、市橋えりな
- 10年ぶりに再会した姪っ子が思わず凝視してしまう程の巨乳に成長  ｢おじさんのお嫁さんにやっとなれるよ｣と言われ性欲爆発 おっぱいを揺らすピストンファックで「おじさん大好き!」と言われて戸惑う間もなく中出し!（9月19日、ぐりーんあっぷる）他出演:橘メアリー ほか
- 素人参加型 あなたの願望叶えますシリーズ 第1弾 AV女優20人のオシッコを頭から浴びたい（9月20日、レイディックス）他出演:中里美穂、木下寧々、MIRANO、なごみ、月本愛、織田玲子、美咲かんな、月野ゆりあ、冴木真子、なな、新條希、三喜本のぞみ、朝霧まゆ、樹林れもん、青井いちご、眞ゆみ恵麻、神楽アイネ、葉月もえ、瀬戸すみれ
- 母娘同時近親相姦 母×息子、娘×父親、仲良し家族が同時に禁断マ○コに孕ませ中出し（9月20日、ROCKET）他出演:若月みいな、美浦あや、天海しおり
- 田舎育ちの素人巨乳女子校生は、見ず知らずの元気のないオジサンチ○ポを前に赤面! フェラして貰ってムクッと勃起! 汚れなき乙女たちのマ○コにズボッと挿入! 健気な初心っ子たちの顔面にザーメンをドピュっと発射!（9月27日、MERCURY）他出演:瀬名きらり、雛菊つばさ ほか
- 「下着メーカーのモニター調査」と称してガチナンパ! 10代J○の生おっぱいをモミモミしながらインタビュー!! 清純そうな見た目からは想像もつかない大きくて敏感なおっぱい! 美乳をもみほぐされて感度上昇J○が大人ち○ぽでイキまくり! 人生初の連続生中出しセックス!!（9月28日、DOC）他出演:山井すず、花守みらい、今井まい
- 素人ドッキリ!温泉リポート体験! リゾートスパで見つけたビキニ娘に温泉リポートの体験をしてもらいながらエッチなイタズラをしまくっちゃいました!（10月7日、ゴールデンタイム）他出演:神宮寺ナオ、森はるら、真田美樹
- マジックミラー号 灼熱のビーチで見つけた水着美女限定 “おっぱい祭り” ちっぱいからデカパイまで!この夏で特に美乳だった 15名全員とSEX大成功! ALLおっぱい発射 8時間スペシャル!（10月11日、SODクリエイト）他出演:市橋えりな、星川凛々花、水原乃亜、吉良いろは、小谷みのり、高波奈々未、梨杏なつ、涼海みさ、海空花、柊木のあ、西山楓 ほか
- 素人娘は射精(だ)しても射精(だ)しても止めてあげない! 知人男性のチ○ポを素手・お口で連続ザーメン発射! 4 恋人以外の男女限定20名 恥ずかしいけどもっと射精(だ)して! Hな手コキ・フェラでたっぷり4時間SP（10月11日、SODクリエイト）他出演:吉良いろは、高波奈々未、星川凛々花、皆瀬杏樹、池田結愛、梨杏なつ、篠田ゆう、海空花、南まゆ
- ビキニが食い込むムチムチ女子たちに生中出し。（10月11日、Mr.michiru）共演:早川瑞希
- 【未公開】秘密の連続射精コレクション。 〜ひよこ女子のかわいすぎる手コキフェラで“2発も3発も”精子枯れ果てるまで…〜（10月11日、ひよこ）他出演:枢木あおい、水川えみる、上川星空、花咲はな、神坂ひなの、今井まい、八尋麻衣、篠崎みお、愛瀬美希、生田みく、宮沢ゆかり ほか
- 浮気の真っ最中に妻が帰宅!急いでベッドの下に隠すと妻が発情してしまい相手をしていると浮気相手までも発情!ベッドの下からちょっかいを出され絶体絶命!?（10月12日、MAGIC）他出演:藤崎エリ子、新村あかり、本城ナナ
- 学生生活最後の夏休み。 何か思い出を作ろうとお酒を解禁し親の留守を見計らって宅飲みパーティ! すると全く期待してなかった女子にも集まって貰えて超ラッキー!しかもみんなお酒ほぼ初心者のくせにガンガン飲んじゃって酔っ払った女の子のガードもドンドンゆるくなっていき、そのまま勢いでなんと女の子にエロい事し放題!本当にいい思い出が出来ました!!（10月19日、お夜食カンパニー）他出演:相澤ゆりな、花咲ひらり、河音くるみ
- 完全主観 罵り唾吐きツンデレ女子（10月20日、レイディックス）他出演:さとう愛理、優木いおり、麻生知香、麻乃みゆき、胡桃沢ももこ
- 犯されたい願望のむっつりスケベっ娘 3P乱交個撮（10月27日、MERCURY）※「しおり」名義
- 変態ドM清楚系ビッチ（11月1日、グローリークエスト）
- バブみをこじらせた兄が巨乳妹と授乳手コキ一転近親相姦（11月18日、ROCKET）共演:音羽美玲、安田亜衣
- いつでもどこでも時間停止して中出しできる学園 III（12月1日、MOODYZ）共演:星奈あい、跡美しゅり、倉木しおり、水川えみる、天月叶菜、早川瑞希、桃尻かのん、水嶋アリス、藤波さとり
- 一般男女モニタリングAV 心優しい巨乳の新任教師限定!修学旅行中の男湯で教え子の男子●校生たちのチ○ポの悩みを大きなおっぱいと手コキとフェラで解消してくれませんか!? 2（12月14日、ディープス）他出演:三原ほのか、星あんず、相澤ゆりな
- 痙攣大絶頂GカップAV出演 爆速お下品イグイグ ひきこもり娘しおりちゃん19歳（12月14日、REAL）※「しおり」名義
- 副業解禁されたからやっと好きなこと出来るし（12月14日、バルタン）

2019年
- 【個人撮影】円女交際 黒パンスト生徒ラブホハメ撮り 最強美脚娘&イキすぎ変態ドM娘（1月7日、パコパコ団とゆかいな仲間たち）他出演:君色華奈
- 背が小さいうぶな大学新入生の教え子と男はボク1人だけの王様ゲーム（1月10日、アイエナジー）共演:芹沢ゆうり、白鳥すず、天音ゆりか ほか
- 玩具にされた巨乳メガネっ娘の肉棒挿入オ○ンコ裏口入学（1月10日、ヒビノ）
- マッサージあるある【番外編】 もしも こんなマッサージサロンがあったら週二で通ってしまう件（1月13日、アロマ企画）他出演:西内るな、雨宮凜、枝川結衣
- 背の小さいウブな大学生の新入生が参加 Hey!性教育委員会（1月24日、アイエナジー）共演:水嶋アリス、青井いちご、愛里るい ほか
- おま○この、濡れ染みパンチラコレクション（1月25日、アロマ企画）他出演:あべみかこ、藍色りりか、神楽アイネ、星乃レイア、愛里るい
- S-Cute 4時間まるごと美少女 ―可愛い子が感じて、喘いで、イク!AVの基本ここに完成!―（2月1日、S-Cute）他出演:枢木あおい、山井すず、水原乃亜、森下美怜、美保結衣　※AV OPEN 2018 素人部門エントリー作品
- 真面目がゆえに無防備なストッキングの誘惑に大興奮!魅力的な商品にするため社員自らが試着し蒸れた下半身を見せつけて僕の勃起を誘う女だらけのパンスト開発部!（2月1日、Fitch）共演:深田結梨、成宮はるあ、夢咲ひなみ
- クリトリスの形までクッキリわかる! イキまくりパンツ越しオナニー 3（2月13日、アロマ企画）他出演:神坂ひなの、皆野あい、まなかかな、水卜麻衣奈、今井まい
- 女子○生 パンチラダンスvs全裸ダンス挑発（2月13日、アロマ企画）他出演:ゆずき結花、神楽アイネ、今井まい、藍色りりか、山咲まなつ
- W快感!アナル指入れフェラ（2月15日、OFFICE K'S）他出演:佐伯かのん、熊野あゆ、蓮実クレア、峰ゆり香、水谷あおい
- 容赦無き調教奴隷イラマチオ 4 〜おまえの喉奥は下水溝、どこまでもねじり込むよこの巨根〜（2月15日、SEX Agent）他出演:栄川乃亜、咲々原リン、桜庭ひかり、ななせ麻衣、RISA、眞白紗江、森下美怜
- 貫通オナホールで先端フェラチオ 2 〜快楽のトンネルを抜けたらもうひとつの天国が待っていた〜（2月15日、SEX Agent）他出演:森下美怜、栄川乃亜、夏原唯、望月りさ、眞白紗江、桜庭ひかり、夢咲ひなみ
- お尻の穴の収縮とシワの本数までバッチリ分かるアナルひくひくオナニー（2月25日、アロマ企画）他出演:香苗レノン、あべみかこ、篠田ゆう、藤波さとり、佐野あい、藍色りりか、つくしみか、愛里るい、星乃レイア、武藤あやか、小島りりか、神楽アイネ、神ユキ、葵百合香
- 膣口密着手コキ 〜すぐそこに顕在する膣穴よりもこの日この時の為に用意された穴が好き〜（3月1日、SEX Agent）他出演:望月りさ、夏原唯、森下美怜、桜庭ひかり、夢咲ひなみ、眞白紗江、栄川乃亜
- 美魔女幹部ヴェルマリア 美少年戦闘員悦楽拷問（3月8日、GIGA）共演:葵百合香
- さらば青春の光 〜クラスメイト達との学園生活とセックス事情〜（3月8日、宇宙企画）共演:夢咲ひなみ、皆月ひかる
- 初アナル処女喪失（3月7日、グローリークエスト）
- 体がSEXを求めてしまう変態娘（3月13日、S-Cute）他出演:山井すず、水原乃亜、桃尻かのん
- 素人セーラー服生中出し（改） 141 なきむし敏感体美少女×こんな幼顔で巨乳デカ乳輪濡れマ○コ×生中出し（4月1日、プラム）※「しおり」名義
- 義妹レズ調教 持田栞里レズ解禁作品（4月25日、アイエナジー）共演:早乙女らぶ
- 妹とクラスメイトの女子○生5人と男はボク1人（5月9日、アイエナジー）共演：沖田里緒、明海こう、水嶋アリス、春埼めい
- ムチムチ肉で圧殺 ベレー帽女子大生がザーメン搾り取る（5月25日、シャーク）
- 馬乗りで唇奪われディープキス強要され続けながらバキュームフェラでち○ぽ吸い尽くされる その2（6月13日、アロマ企画）他出演：藍色りりか、倉木しおり、神坂ひなの、星乃レイア、早乙女らぶ、ゆずき結花、高波奈々未、今井麻衣
- 果てしなく従順なメイド10名と暮らす王様 ～第2章～（6月13日、MOODYZ）共演：あべみかこ、枢木あおい、跡美しゅり、皆月ひかる、海空花、望月りさ、清野雫、七瀬ひかり、夢咲ひなみ
- 悩める年頃の初々しい娘は好奇心と快楽にワレメが濡れていた（6月20日、ヒビノ）
- 濡れてテカってピッタリ密着 神スク水（6月20日、親父の個撮）
- 催眠光線で支配された婚約者（6月20日、SODクリエイト）共演：倉多まお、通野未帆
- ニコニコ笑顔がかわいい新人OL 陽キャ女子だけど巨根で崩壊 顔真っ赤にして半泣きアクメ堕ち! (6月25日、ブロッコリー)
- 持田栞里イチャラブ始めました (7月12日、フルセイル)
- TSFふたなり教師びんびん夏物語 (7月25日、ROCKET) 共演:橋本れいか、結城花純
- 彼女のお姉さんを犯したあの日… (9月7日、アタッカーズ) 共演:夏目彩春
- 妄想アイテム究極進化シリーズ 男女入れ替えタイムカード 男女入れ替わりで働き方改革 『俺、女になって定時で帰ります。』 (9月12日、ROCKET) 共演:麻里梨夏、皆瀬杏樹、みひな

### VR
2018年
- パンチラ×太もも×ニーソ 絶対領域VR（6月21日、CRYSTAL VR）他出演:枢木あおい、阿部乃みく、星奈あい
- これからこの娘をハメ撮ります。 ムチムチ敏感巨乳（7月19日、CRYSTAL VR）共演:ひなみれん
- 彼女の妹のどストライクはまさかの僕!?彼女の目を盗んで僕をこっそり大胆誘惑VR（9月1日、S1 VR）共演:夢乃あいか
- 突然のゲリラ豪雨で透けブラGカップ巨乳を揺らし走って避難からまさかの絶頂13回への展開www（8月23日、ブイワンVR）
- ※全裸での視聴推奨 むにむに肉感ボディに包まれるぬるぬる超密着4輪車ソープ体験（10月7日、kawaii* VR）共演:八乃つばさ、高杉麻里、優梨まいな
- VR顔騎 2（10月15日、VR顔騎）他出演:鈴屋いちご、愛華みれい、河音くるみ、久我かのん、百合川さら
- 『あなたの子どもが欲しい!』 かわいい若奥様があなたを興奮させるためにおま○こに絆創膏プレイ!? ギリギリまで性器を直接刺激しない焦らしプレイで夫婦が高まりまくって種付け連続中出しセックス!! 若奥様3名!（10月19日、DOC VR）他出演:橋本れいか、深田結梨
- もう一度アナタに青春を!ドキドキ修学旅行VR 生着替え&女子風呂を覗き見 ※しかもバレてお仕置きされちゃった! 女子部屋に呼び出されて人生初告白体験!こっそりSEXを試みるも仲間にバレて思い出作りの大乱交しちゃった1泊2日（11月1日、kawaii* VR）共演:神宮寺ナオ、八乃つばさ、倉木しおり、枢木あおい、高杉麻里、優梨まいな、桃尻かのん
- AV研究会VR ～AV鑑賞しながらポイントを熱く説明している女子部員たちがムラムラしてきて、僕をセックスの練習台にしてしまい…（11月14日、KMPVR）共演:玉木くるみ、宮崎あや

2019年
- 舞い散るチップ上乗せ!!上乗せ!!AV業界人が通い詰めるバニーガールキャバクラ!大量にチップばらまいてたら、生中出しSEXまでできた!実際にあった有りそうで無いようなエロい話!（1月15日、KMPVR） 共演:森下美怜
- 連続射精 崖っぷちキャバ嬢の肉弾接待!!（1月24日、KMPVR）
- 足裏フェチVR（2月1日、SODVR）他出演:市川まさみ、古川いおり、神坂ひなの、栄川乃亜、小西まりえ、胡桃沢ももこ、後藤里香、桜木優希音、玉木くるみ、あまねめぐり
- バレンタイン告白VR（2月7日、SODVR）他出演:戸田真琴、かなで自由、森はるら、小西まりえ、胡桃沢ももこ、後藤里香、玉木くるみ、明海こう
- 赤ちゃん目線! バブみ全開! 母性溢れる巨乳に包まれながら授乳手コキでオギャろう〜（3月1日、SODVR）他出演:玉木くるみ、森はるら、後藤里香、胡桃沢ももこ、浅美結花、天希ユリナ
- 開脚ストレッチ・乳揺れスパーリング・巨乳密着マウントポジション ジムトレーナー目線VR（3月7日、SODVR）共演:浅美結花

### イメージDVD
- 恋のリズム（2018年5月1日、渋谷プロモーション）※「仲宗根りずむ」名義
- ヌードリズム（2018年6月1日、IMPACT）※「仲宗根りずむ」名義
- マジLOVE美少女 美学生○艦 優勝経験をもつ現役大学生（2018年7月13日、CRANE）※「栄川みつき」名義
- 純情美少女 恥じらいの告白（2018年8月23日、CRANE）※「かじわらとりむ」名義
- 純真無垢（2018年9月28日、SID）※「とりうみみくる」名義
- ツンツン女気取っててもアソコはデレデレ（2018年9月28日、オルスタックソフト販売）※「しおり」名義
- 大人のオモチャ販売員は元卓球選手、ラケットをバイブに持ち替えて売り込みます! サー!（2018年10月29日、オルスタックソフト販売）※「しおり」名義

## 出演

### ウェブテレビ
- DTテレビ（2019年、AbemaTV）DTスナイパー[3]